# Supertungvikt i boxning vid olympiska sommarspelen 1988
Resultat från boxning vid olympiska sommarspelen 1988 och herrarnas supertungvikt. Boxarna vägde över 91 kg. Tävlingarna arrangerades i Chamshil Students' Gymnasium i Seoul.

## Medaljörer
| Klass         | Guld                  | Silver             | Brons                                    |
| Supertungvikt | Lennox Lewis · Kanada | Riddick Bowe · USA | Janusz Zarenkiewicz · Polen              |
| Supertungvikt | Lennox Lewis · Kanada | Riddick Bowe · USA | Aleksandr Mirosjnitjenko · Sovjetunionen |

## Resultat

### Första rundan
| Vinnare                  | Resultat      | Förlorare                |
| Första rundan            | Första rundan | Första rundan            |
| ------------------------ | ------------- | ------------------------ |
| Andreas Schnieders (FRG) | RSC-2         | Tsibalabala Kadima (ZAI) |

### Andra rundan
| Vinnare                        | Resultat     | Förlorare                    |
| Andra rundan                   | Andra rundan | Andra rundan                 |
| ------------------------------ | ------------ | ---------------------------- |
| Aleksandr Mirosjnitjenko (URS) | 5-0          | Ali al-Baloushi (KUW)        |
| Kim Yoo-Hyun (KOR)             | AB-1         | Mohamed Hammad (SUD)         |
| Peter Hrivnák (TCH)            | RSC-2        | Petar Stoymenov (BUL)        |
| Riddick Bowe (USA)             | KO-2         | Ikonomonya Botowamungu (AUT) |
| Lennox Lewis (CAN)             | RSC-2        | Chris Odera (KEN)            |
| Ulli Kaden (GDR)               | 5-0          | Aziz Salihu (YUG)            |
| Janusz Zarenkiewicz (POL)      | 5-0          | Harold Arroyo (PUR)          |
| Andreas Schnieders (FRG)       | 5-0          | Ubola Ovvigbo (NGR)          |

### Kvartsfinaler
| Vinnare                        | Resultat      | Förlorare                |
| Kvartsfinaler                  | Kvartsfinaler | Kvartsfinaler            |
| ------------------------------ | ------------- | ------------------------ |
| Aleksandr Mirosjnitjenko (URS) | 5-0           | Kim Yoo-Hyun (KOR)       |
| Riddick Bowe (USA)             | RSC-1         | Peter Hrivnák (TCH)      |
| Lennox Lewis (CAN)             | RSC-1         | Ulli Kaden (GDR)         |
| Janusz Zarenkiewicz (POL)      | 3-2           | Andreas Schnieders (FRG) |

### Semifinaler
| Vinnare            | Resultat    | Förlorare                      |
| Semifinaler        | Semifinaler | Semifinaler                    |
| ------------------ | ----------- | ------------------------------ |
| Riddick Bowe (USA) | 5-0         | Aleksandr Mirosjnitjenko (URS) |
| Lennox Lewis (CAN) | WO          | Janusz Zarenkiewicz (POL)      |

### Final
| Vinnare            | Resultat | Förlorare          |
| Final              | Final    | Final              |
| ------------------ | -------- | ------------------ |
| Lennox Lewis (CAN) | RSC-2    | Riddick Bowe (USA) |